# Toomas Frey
Toomas Frey (* 13. Dezember 1937 in Põltsamaa; † 23. September 2020 in Tartu) war ein estnischer Ökologe, Geobotaniker und Forstwissenschaftler.
Von April 1990 bis Februar 1991 war Frey Umweltminister in der Übergangsregierung von Ministerpräsident Edgar Savisaar, der ersten demokratischen Regierung Estlands nach dem Zweiten Weltkrieg.

## Wissenschaftler
Frey schloss 1961 sein Studium an der damaligen estnischen Landwirtschaftsakademie (heute Estnische Universität der Umweltwissenschaften) in Tartu als Forstingenieur ab. 1968 konnte er trotz seiner Verweigerung gegen die KPdSU im Fach Biologie sein Kandidatexamen (Promotion) ablegen.
Von 1961 bis 1963 und von 1966 bis 1983 war Toomas Frey am Institut für Botanik und Zoologie der Akademie der Wissenschaften der Estnischen SSR tätig. 1979 wurde er Professor.
Von 1983 bis 1993 leitete Frey das Labor für Ökosysteme der Universität Tartu. Von 1995 bis 2003 arbeitete er als ordentlicher Professor an der heutigen Estnischen Universität der Umweltwissenschaften. Er emeritierte 2003. Seine Arbeiten konzentrierten sich unter anderem auf Waldökologie, Produktionsbiologie und praktische Fragen des Umweltschutzes.

## Umweltaktivist und Politiker
In der Zeit von Glasnost und Perestroika setzte sich Toomas Frey in den 1980er Jahren für Umweltschutz und die Bewahrung der Ökosysteme in Estland ein. Er stieß damit auf den Widerstand der sowjetischen Funktionäre. Von 1988 bis 1990 führte Frey die „Grüne Bewegung Estlands“ (Eesti Roheline Liikumine) an. Sie prangerte insbesondere die rücksichtslose Zerstörung der Natur durch die Wirtschaftspolitik der sowjetestnischen Führung an und sprach den sowjetischen Funktionären die demokratische Legitimation ab.
Von 1990 bis 1992 war Frey Mitglied des oppositionellen Estnischen Kongresses und des Estnischen Komitees, die für eine Lossagung Estlands von der Sowjetunion sowie demokratische und rechtsstaatliche Reformen eintraten. Vom 11. April 1990 bis zum 13. Februar 1991 war Frey Umweltminister in der Übergangsregierung von Ministerpräsident Edgar Savisaar, der ersten demokratischen Regierung Estlands seit dem Zweiten Weltkrieg.